# Carmen Rocchino
Carmen Rocchino (Genova, 12 febbraio 2001) è una nuotatrice artistica italiana.

## Carriera
Dopo aver iniziato a praticare nuoto sincronizzato a Genova all'età di 7 anni circa, si trasferisce con la famiglia a Savona, formandosi sportivamente nelle file della Rari Nantes Savona: da atleta civile conquista un totale di 25 ori, 18 argenti e 9 bronzi nelle varie categorie dei campionati italiani.
Entrata nel giro delle nazionali nel 2014, nel 2015 esordisce in Coppa del Mediterraneo a Ostia, vincendo 2 argenti nella squadra e nel libero combinato. Nell'edizione dell'anno successivo, tenutasi a Netanya, porta quattro esercizi e ottiene 2 argenti e 2 bronzi.
Nel 2017 vince la medaglia di bronzo a squadre agli Europei junior disputati a Belgrado, riconfermandosi anche l'anno dopo a Tampere; sempre nel 2018 compete ai Mondiali junior di Budapest, dove con le sue compagne si piazza al 6º posto nella squadra tecnica, nella squadra libera e nel libero combinato.
Nel 2019 porta tutti gli esercizi agli Europei junior di Praga, ottenendo come migliori piazzamenti un 4º e 5º posto; pochi mesi prima aveva esordito in nazionale assoluta alla Coppa Europa di San Pietroburgo, piazzandosi seconda nel libero combinato. Nello stesso anno si arruola nel Gruppo Sportivo della Marina Militare.
Nel 2022 è convocata come riserva per nazionale assoluta A e come pre-swimmer nell'esercizio dell'highlight per la nazionale assoluta B agli Europei di Roma.
Nel 2023 è terza con la squadra libera nella seconda tappa di Coppa del Mondo di Montpellier, dopodiché nella terza tappa, svoltasi a Hurgada, si piazza seconda nella squadra tecnica e vince la squadra libera. Subito dopo è convocata per i Giochi europei 2023 di Cracovia., dove totalizza 2 medaglie d'argento e una di bronzo con gli esercizi di squadra.
Ai Mondiali 2024 tenutisi a Doha ottiene con la squadra la qualificazione per i Giochi della XXXIII Olimpiade di Parigi; successivamente ottiene 3 medaglie (un argento e due bronzi) negli esercizi di squadra (team tecnico, team libero, team acrobatico) agli Europei di Belgrado.
Al campionato italiano estivo assoluto di Roma 2024 annuncia il suo ritiro dalla nazionale e dalle relative competizioni sportive.

## Palmarès
- Europei

2024 - Belgrado: argento in squadra libero, bronzo in squadra tecnico e in squadra acrobatico
- Giochi Europei

2023 - Cracovia: argento in squadra tecnico e squadra libero, bronzo in squadra acrobatico
- Coppa del Mondo

2023 - Hurgada - Montpellier: oro e bronzo in squadra libero, argento in squadra tecnico
- European cup

2019 - San Pietroburgo: argento in libero combinato
- Campionati europei giovanili di nuoto sincronizzato

2018 - Tampere: bronzo a squadre
- Campionati europei giovanili di nuoto sincronizzato

2017 - Belgrado: bronzo a squadre
- Coppa COMEN

2016 - Netanya: argento in singolo e squadra, bronzo in duo e libero combinato
- Coppa COMEN

2015 - Ostia: argento in squadra e libero combinato